# 瑪勒鄂納
瑪勒鄂納，是台灣卑南族南王部落傳說中的一名頭目，以驍勇剽悍聞名，曾帶領族人打贏滑地戰役。

## 身世
瑪勒鄂納是南王部落領袖家族的成員之一，他的父親是南王部落第八任頭目阿蒲魯岸（Abere'an），來自拉拉（Ra'ra）氏族、母親則叫做告雅（Kauar）的女性，來自利拿利奈氏族（Ringaringai，拉拉氏族的從屬），而他繼承了母親的氏族，並且在日後成為第九任頭目，另外他還有一個繼承拉拉氏族的弟弟卡比達彥（Kapitayan，第十任頭目），以及一個天生盲女的妹妹卡菈勞（Kararao），他的妻子是名叫嘎雅蓋（Gayagai）的女性，來自巴勒基氏族（Palegi，從屬於巴沙拉阿特氏族），兩人生有巴佳娜（Pagangan，長女）、姆拉勒特（Murarete't，長男）、達利烏瑪（Talioma，女）三個孩子，全都屬於巴勒基氏族，而他也因為在結婚後入贅、並且成為巴沙拉阿特氏族代表的北部落的頭目，他的弟弟則成為了南部落的領袖。

## 傳說

### 初見荷蘭人
傳說中，在荷蘭人勢力開始進入台灣東部地區時，他們首先派了使節團探勘當地並且試圖跟當地的卑南族頭目和建立合作關係，當他們一開始來到東東安．巴依灣部落（Tongtongan Paiwan，南王部落前身）時，先照著族人的只是來到北部落找當時的頭目瑪勒鄂納，然而當瑪勒鄂納接近他們時，因為對初次見到的西方人相當警戒，不僅帶著一群青年護衛、還把右手按在刀柄上並用左手接過他們的禮物，再加上他強健的體魄，這讓荷蘭人相當害怕、也認為他沒有禮貌，因此很快退了出來，並且前往南部落會見南部落的領袖卡比達彥，當時卡比達彥的家裡正在蓋房子，準備了豐盛的午餐請幫忙建屋的人吃，而剛好荷蘭人到來，卡比達彥就順便款待了他們，並且對他們態度相當誠懇，因此荷蘭人決定跟他進行相關的接洽合作，造成因為連續出了好幾代頭目而壯大的拉拉氏族更加強大。
另外，也有說法認為瑪勒鄂納和卡比達彥是在一個叫巴加拉勒姆（Pagalalemon，位於今卑南溪的支流附近，但當時還沒有支流）的地方一起跟荷蘭人見面的；或是原本荷蘭人和南王部落交戰，並且因為糧食用盡而撤退，向南王部落求救時被瑪勒鄂納拒絕，但卡比達彥答應，並因此開啟了荷蘭人跟拉拉氏族、布度爾氏族（卡比達彥妻子樂姑岸所屬氏族）的合作。

### 領導戰爭
後來在得到荷蘭人協助下而壯大的南王部落因為不滿卡砦卡蘭部落（Kazekalan，位於現在知本部落後方山上，今知本部落前身）的統治開始反抗，雙方因此爆發競爭台東平原霸權的滑地戰役，戰爭最後以南王部落勝利並處決了俘虜的對方頭目、卡砦卡蘭部落敗北並失去霸權作結，而有說法認為當時率領南王軍隊和知本軍隊對抗的戰士隊長，就是瑪勒鄂納，但這個版本的說法中其父親阿蒲魯岸仍然在世，跟上一則傳說中提到初次跟荷蘭人見面時瑪勒鄂納已經繼承頭目職位的說法有差別。